# Đivo Franić
Đivo Franić,  hrvatski automobilist. Član AK Dubrovnik Racing. Sin automobilista Željka Franića i brat automobilista Mara Franića. Osvojio je naslov prvaka Hrvatske u brdskim utrkama. Godine 2018. godine bio je prvak Hrvatske na krugu. On i brat Maro pridonijeli su da im klub te godine bude klupski prvak na krugu i na brdu.